# G-sträng
G-sträng var en musikförening som bildades 1999 i Avesta. Föreningen var ansluten till Kontaktnätet, riksorganisation för ideella kulturföreningar. G-sträng var under sina fem aktiva år en av Dalarnas flitigaste konsertarrangörer. Föreningen arrangerade främst konserter på Qlturhuset och i Avestaparken. Som för många ideella föreningar somnade verksamheten in när eldsjälarna slutade.
Ordförande:

1999 Gunnar Hansson

2000-2004 Tommy Forsell

2005 Emma Boo

2006 Tomas Thorén

Artister som uppträdde åren 1999-2005:

Dead Kennedys (US), Broder Daniel, Moneybrother, Timbuktu, Melody Club, The Motorhomes, Bad Cash Quartet, The (International) Noise Conspiracy, Entombed, Looptroop, MBMA, Paola, Nine, José González, Snook, Hell on Wheels, Isolation Years, Fattaru, Division Of Laura Lee, Promoe, Pst/Q, Organism 12, Ison & Fille, Charta 77, Ison & Fille, Jack Vreeswijk, USCB Allstars, Miss Universum, Mattias Alkberg BD, Svensk pop, Coca Carola, Fronda, Köttgrottorna, Mimikry, Logh, Dellamorte, Ubba, CDOASS, Differnet, Emmon, Spoiler, Disco Volante, Peter Built, Perhaps, Crossin’ Chaos, Sub Phenomena, Teatermaskinen, Driller Killer, Dedication, Peter’s Built, Eternal Oath, The Agent, Uncurbed, Hello, Yodah, Brazen Riot, C/o Cain, Painkiller, Mellow, Widescreen Radio, Sharp Mongos, Ono Soul, Scapegoats, The Savages, De 6 apornas armé, Emecca & Mankind, Shufflas, FDM, Diskonto, Crossing Chaos, 7 Feet 4, Leif Karate, Marble, Spirum, Kurt Ninja, Kalaskvartetten, Ben Richards, Ticking Bombs, Subdive, Different Kinds, 54an Allstars, Ung Utan Pung, Andreas Hogby Med Vänner, The Void, Lescano De Blank, CK 69, Greven & James, Vertic, Artillery X, Lola Barbershop, Bree A Lecohn, The Koo Koo's, Projekt 731, Björn Kleinhenz, Pete Thompson, Ebon Tale, Heretic, Cellstructure, Liquidmousetrap, Sylvester, CK, Slagsmålsklubben, Spoonfed, Straight Hate, Miss Antropia, Dog Almighty, Ninja Dolls